# Kurumbapatti
Kurumbapatti es  ciudad censal situada en el distrito de Dindigul en el estado de Tamil Nadu (India). Su población es de 6182 habitantes (2011). Se encuentra a 5 km de Dindigul y a 56 km de Madurai.

## Demografía
Según el censo de 2011 la población de Kurumbapatti era de 6182 habitantes, de los cuales 3025 eran hombres y 3157 eran mujeres. Kurumbapatti tiene una tasa media de alfabetización del 74,44%, inferior a la media estatal del 85,60%: la alfabetización masculina es del 82,55%, y la alfabetización femenina del 66,68%.